# Linha do Oeste
A Linha do Oeste é um troço ferroviário que liga a estação de Agualva-Cacém, na Linha de Sintra, à estação de Figueira da Foz, em Portugal. Originalmente também incluía o lanço entre Alcântara Terra e Cacém. Embora tenha sido uma das primeiras linhas a ser planeadas em Portugal, só começou a ser construída nos finais do Século XIX, tendo o seu primeiro lanço, de Alcântara-Terra a Cacém, sido inaugurado em 2 de Abril de 1887. A linha chegou a Torres Vedras em 21 de Maio desse ano, a Caldas da Rainha em 25 de Junho, a Leiria em 1 de Agosto, e finalmente à Figueira da Foz em 17 de Julho de 1888. Em 8 de Junho de 1889, entrou ao serviço o Ramal de Alfarelos, que liga a Linha do Oeste à Linha do Norte. A linha conheceu importantes intervenções durante as décadas de 1920 e 1930, incluindo a renovação de via, ampliação de estações, e substituição de pontes. A linha foi novamente alvo de grandes obras nas décadas de 1990 e 2000, destacando-se a inauguração da Estação de Mira Sintra - Meleças.

## Caracterização

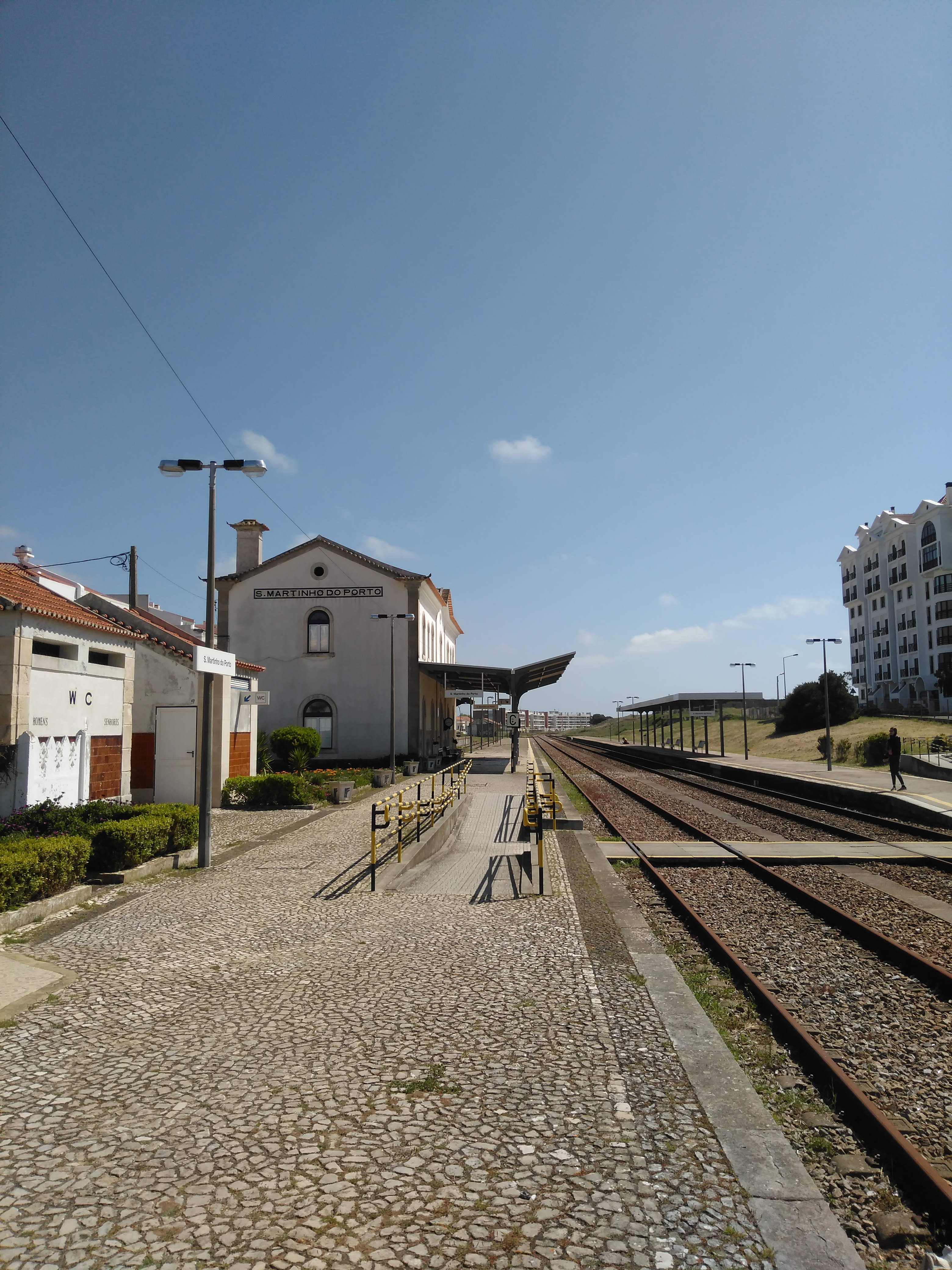
Estação de São Martinho do Porto.

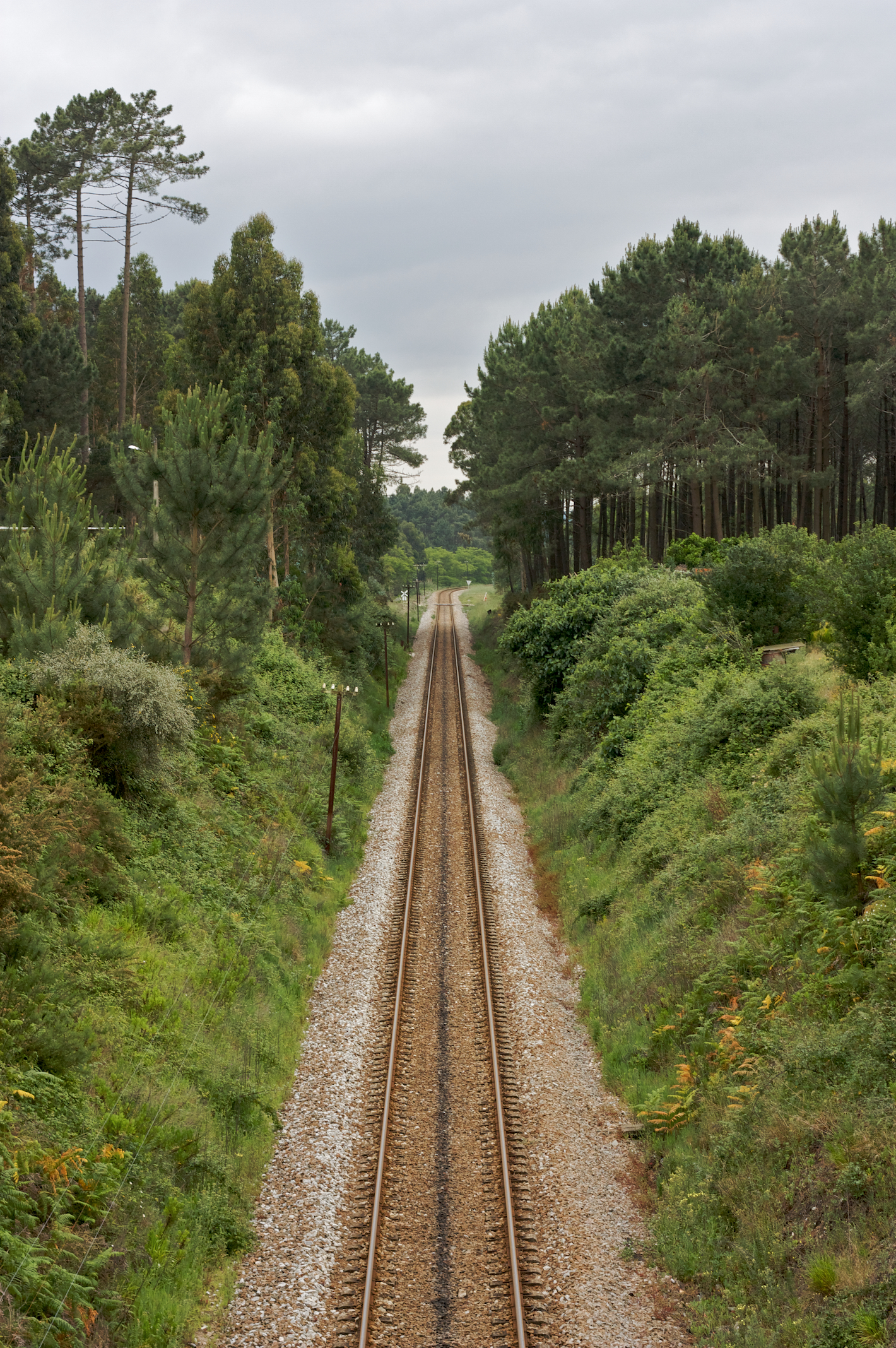
Linha do Oeste, ao PK 144

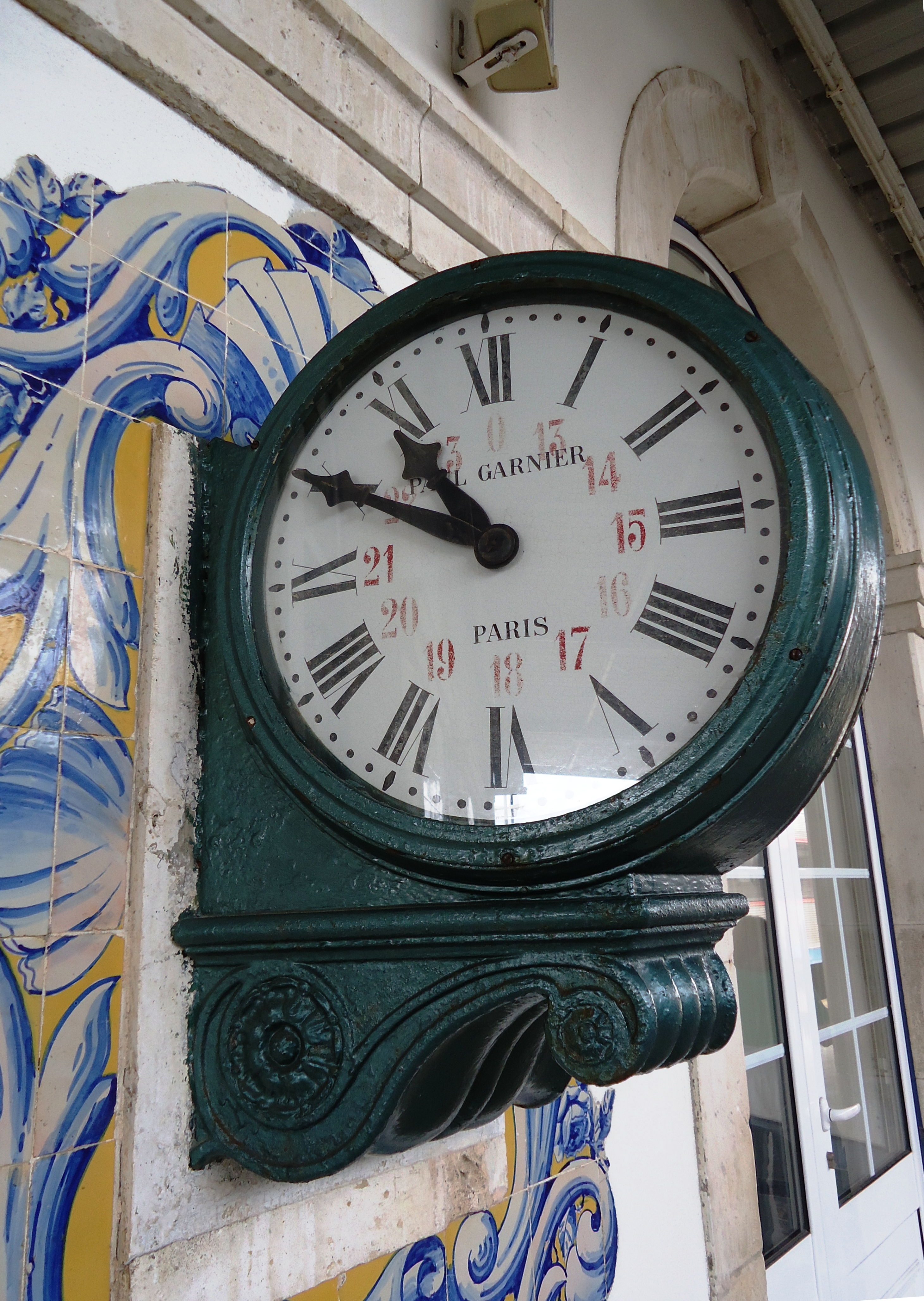
Relógio da estação das

Apresenta um comprimento total de 197,9 km. Encontra-se em funcionamento, tanto para tráfego de passageiros, quanto de mercadorias.

### Serviços de passageiros
Na Linha do Oeste, são operados serviços InterRegionais, Regionais e Urbanos. Os comboios urbanos fazem a ligação entre Lisboa e Mira-Sintra/Meleças, e entre Coimbra e a Figueira da Foz. Em todo o troço intermédio (entre Mira-Sintra/Meleças e a Bifurcação de Lares), só circulam comboios Regionais e InterRegionais, sendo que alguns destes serviços se prolongam à zona urbana para fazerem ligação ao centro das cidades de Lisboa, Coimbra e Figueira da Foz. No caso de Lisboa, a ligação directa por excelência é feita a Santa Apolónia; em Coimbra, o serviço termina na estação de Coimbra-B. As marchas existentes são:
InterRegionais
- Caldas da Rainha ⇄ Coimbra-B
- Lisboa-Santa Apolónia ⇄ Caldas da Rainha

Regionais
- Torres Vedras ⇄ Caldas da Rainha
- Lisboa-Santa Apolónia ⇄ Caldas da Rainha
- Caldas da Rainha ⇄ Leiria
- Caldas da Rainha ⇄ Figueira da Foz
- Mira Sintra-Meleças ⇄ Caldas da Rainha

Urbanos
- Mira Sintra-Meleças ⇄ Lisboa Rossio
- Coimbra ⇄ Figueira da Foz

### Material circulante
Na linha do Oeste, foram utilizadas as locomotivas a vapor da Série 831 a 836, Série 501 a 508 e 0201 a 0224, e as automotoras a vapor da Z1 a Z4. Em termos de material a gasóleo, passaram pela Linha do Oeste as locomotivas das Séries Série 1800, que rebocavam comboios de mercadorias, 1500 e 1300, e as automotoras 0300, 0600 e 0450.
Em 2021, os serviços InterRegionais e Regionais estão a cargo das automotoras diesel espanholas 592; nos serviços urbanos de Lisboa, estão as automotoras eléctricas 2300/2400; e, nos urbanos de Coimbra, as 2240.

## História

### Antecedentes
Durante a maior parte do século XIX, o território ao longo da costa Oeste entre Lisboa e a Figueira da Foz apresentava-se como uma região com grandes potencialidades económicas, mas que não possuía os meios de comunicação indispensáveis para o seu desenvolvimento. Além de um solo fértil que permitia uma grande produção agrícola na região Oeste também dispunha de uma forte riqueza florestal na região de Leiria, destacando-se o Pinhal de Leiria, e mineral, especialmente as minas de carvão na zona da Batalha. Por outro lado, começaram a surgir os primeiros indícios do turismo, centrado particularmente nas Caldas da Rainha, que era já a mais concorrida estância termal no país, e cuja fama se prolongava até ao estrangeiro, principalmente em Espanha. As primeiras tentativas para estabelecer um meio de transporte regular na região foram feitas ainda nos finais da época de setecentos, com a criação de um serviço de mala-posta em 1798 entre Lisboa e Coimbra, aproveitando a primeira estrada principal em Portugal, que tinha sido recentemente concluída. Este serviço, que demorava três dias para chegar ao seu destino, durou apenas alguns anos devido a problemas financeiros. Na sequência da Revolução Liberal, na Década de 1820, foram feitas várias experiências para recrear o serviço da mala posta, entre Vila Nova da Rainha e as Caldas da Rainha, sendo o restante percurso até Lisboa feito por navio a vapor.

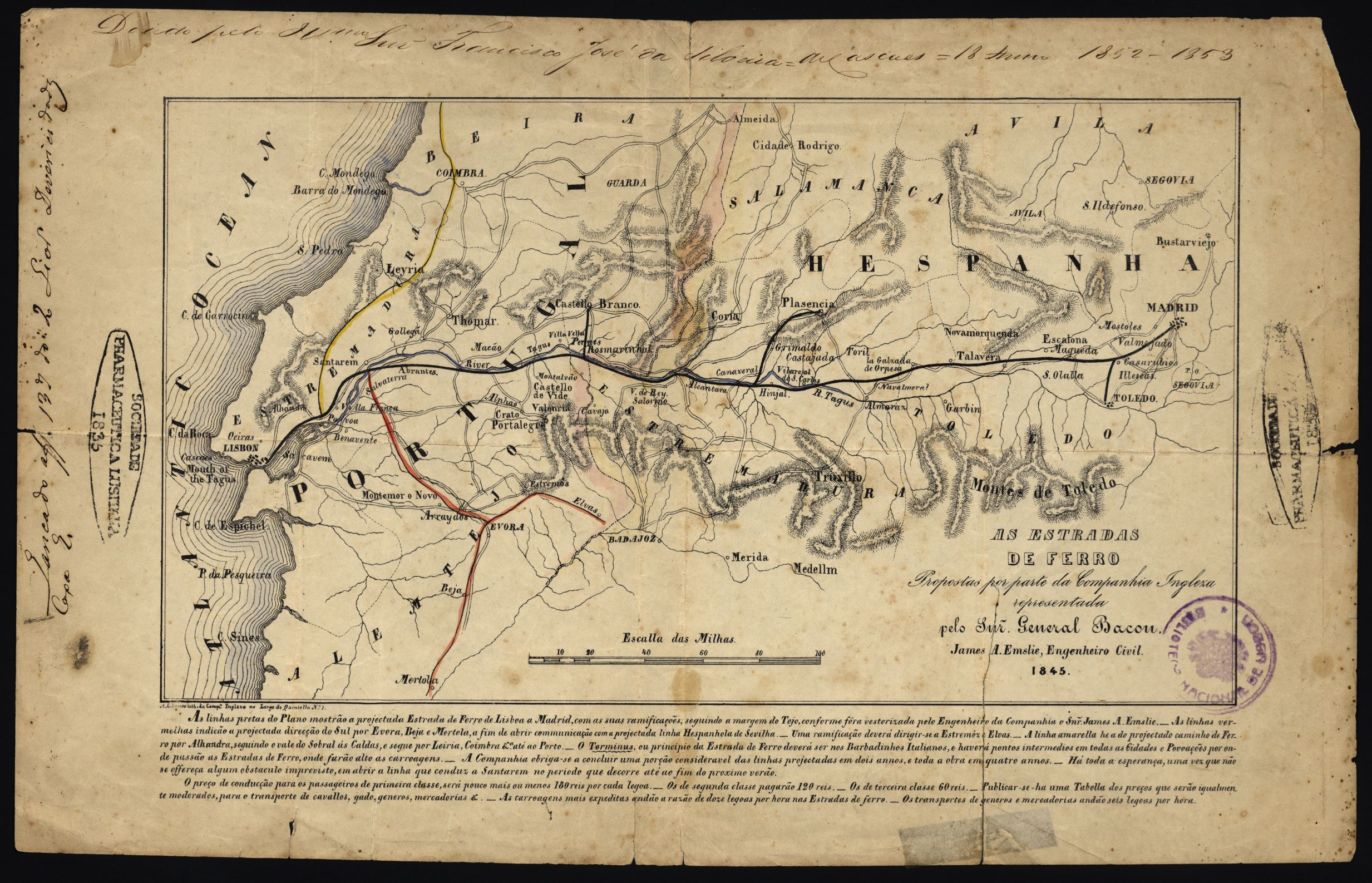
Mapa com os planos ferroviários de 1845, incluindo a linha de Alhandra ao Porto via Caldas da Rainha, Leiria e Coimbra

#### Primeira tentativa
Durante o seu governo, Costa Cabral incentivou a instalação dos caminhos de ferro em Portugal, e em 10 de Outubro de 1844 o político Benjamim de Oliveira, residente em Londres, escreveu ao seu primo, o Conde de Tojal, que era o Ministro da Fazenda em Portugal, sugerindo a construção de uma linha férrea entre Lisboa e o Porto, passando por Santarém, Leiria, Coimbra e Aveiro. Porém, o Conde do Tojal rejeitou aquela sugestão, declarando que não estava convencido que o caminho de ferro seria realmente vantajoso, acreditando que as comunicações que já existiam entre Lisboa e Porto, por via marítima, eram já suficientes. Benjamim de Oliveira replicou que o caminho de ferro era superior a todos os outros meios de transporte, incluindo o marítimo, devido à sua rapidez, segurança e menores custos. Em 6 de Dezembro de 1844, foi responsável pela organização, em Londres, de uma reunião de banqueiros, negociantes, e gestores de empresas ferroviárias britânicas, para formar uma sociedade para financiamento da construção de vários caminhos de ferro em Portugal. Pouco tempo depois, a empresa britânica apresentou vários planos para linhas férreas em Portugal, incluindo uma de Alhandra até ao Porto, passando pelas Caldas da Rainha, Leiria e Coimbra. No entanto, esta proposta foi recusada, porque tinha sido recentemente criada, por um decreto de 19 de Dezembro de 1844, a Companhia das Obras Públicas de Portugal, que tinha como principal objectivo melhorar as comunicações em Portugal, incluindo a construção de uma linha férrea entre Lisboa e a fronteira. Todos estes planos foram pouco tempo depois cancelados, devido à instabilidade social e política que se verificou a partir de 1846, que impossibilitou quaisquer iniciativas para grandes obras públicas.

#### Segunda tentativa
Em 1851, iniciou-se a regeneração, uma fase de estabilidade política que voltou a criar condições para o planeamento e construção de grandes obras públicas, incluindo caminhos de ferro. Assim, em 30 de Agosto 1852 foi criado o Ministério das Obras Públicas, Comércio e Indústria, e foram reiniciados os estudos, tendo sido consideradas prioritárias as ligações de Lisboa com a cidade do Porto e a fronteira espanhola. Os traçados destas duas linhas férreas geraram uma acesa polémica, com diversas autarquias a lutar para serem servidas pelo caminho de ferro, gerando grandes disputas na câmara parlamentar. Várias câmaras municipais da região Oeste defenderam que a linha entre Lisboa e o Porto deveria circular por Torres Vedras, Peniche, Óbidos, Caldas da Rainha, Alcobaça e Leiria, contra os planos do governo central, que queria levar a linha pelo interior do país. As autarquias do Oeste argumentaram que a sua região precisava de boas vias de comunicação, de forma a desenvolver o seu potencial mineiro, agrícola e turístico, e que os concelhos de Santarém e Tomar, por onde o estado queria levar o caminho de ferro, não tinham tanta prioridade, uma vez que contavam já com uma extensa rede de navegação fluvial, centrada nos rios Tejo, Nabão e Zêzere. Estes esforços continuaram após a inauguração do primeiro lanço de de caminho de ferro em Portugal, entre Lisboa-Santa Apolónia e o Carregado, em 28 de Outubro de 1856, tendo por exemplo a câmara de Peniche enviado uma exposição ao governo neste sentido, em Abril de 1857. Ainda em 1856, o engenheiro francês Wattier foi nomeado pelo governo para analisar o traçado que as linhas do Norte e do Leste deveriam ter além do Carregado, tendo estudado as várias opções possíveis para levar o caminho de ferro até ao Porto. Rejeitou desde logo as sugestões que existiam para fazer a linha passar por Sintra, embora não tenha posto de parte a hipótese de fazer a linha para o Porto pela costa Oeste. No entanto, para fazer a linha férrea passar da margem direita do Tejo, onde já estava construída, até ao Oeste seria necessário atravessar a cordilheira montanhosa que se estende de Sintra até à Serra da Estrela, tendo Wattier apresentado três propostas: a primeira fazia a linha voltar para Sul e atravessar a cadeia montanhosa pela Serra de Sintra, seguindo depois para Norte no sentido de Mafra e Torres Vedras; a segunda aproveitava um vale que passava pelas aldeias de Cercal e de Tagarro, prosseguindo depois para Leiria, e a terceira acompanhava o vale do Rio Maior, seguindo igualmente para Leiria. Apesar da passagem por Leiria permitir o aproveitamento do pinhal, estes traçados continuavam a ser pouco propícios, devido aos difíceis terrenos a atravessar, além que a zona central tinha uma reduzida população e terrenos pouco cultivados. Em vez disso, Wattier recomendou que a linha atravessasse a cordilheira pelo vale do Rio Nabão, por Tomar e Pombal, o que permitiria uma grande redução nos custos, uma vez que ficaria em comum com a linha até à fronteira, com o ponto de bifurcação perto de Torres Novas. Com base nestes argumentos e nas recomendações das autoridades militares, a linha foi construída pelo interior do país, cujo lanço até Santarém entrou ao serviço em 1 de Julho de 1861.
Entretanto, o governo de Fontes Pereira de Melo também começou a investir no desenvolvimento da rede rodoviária, tendo em 1854 ordenado a modernização da estrada do Carregado até Coimbra, passando pelas Caldas da Rainha, Alcobaça, Leiria e outras povoações. Desta forma, reuniram-se as condições suficientes para reatar o serviço da mala posta em 1855, que partia do Carregado com destino a Coimbra por Caldas e Leiria, e que posteriormente foi prolongada até ao Porto.

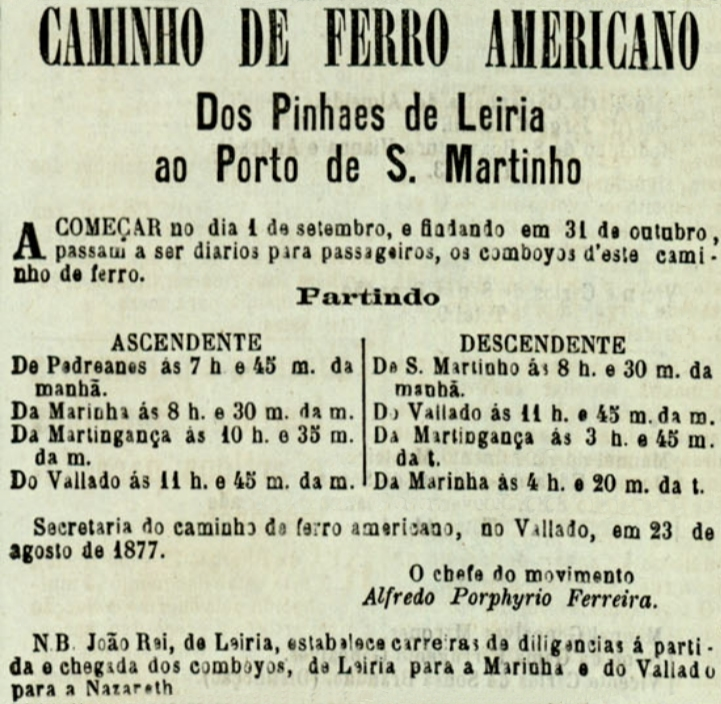
Horário dos Americanos, em 1877.

#### Terceira tentativa e Americanos de S. Martinho do Porto
Os primeiros caminhos de ferro na região Oeste foram os Americanos de São Martinho do Porto, veículos a tracção animal que se deslocavam sobre carris de madeira assentes na estrada, construídos em 1862, e que se destinavam principalmente ao transporte de madeira desde o Pinhal de Leiria.
Uma vez que tinham falhado os esforços para trazer a linha de Lisboa ao Porto para o Oeste, começou-se a planear a construção de uma linha própria para servir a região. Uma das primeiras iniciativas para trazer o caminho de ferro pesado até ao Oeste foi a da firma Ellicot & Kessler, que pediu autorização ao governo para instalar uma linha de Lisboa até Torres Vedras e Sintra. Porém, este pedido enfrentou a resistência da Companhia Real dos Caminhos de Ferro Portugueses, empresa detentora da Linha do Norte, cujo contrato de 1859 com o governo dava-lhe uma quase total exclusividade em relação à exploração de caminhos de ferro em território nacional, além que o governo tinha-se obrigado a não autorizar a construção de quaisquer vias férreas cujo traçado fosse paralelo às linhas da Companhia Real. Neste caso específico, a companhia receava que logo após a construção da linha até Torres Vedras, as outras autarquias da região iriam pedir o seu prolongamento até São Martinho do Porto, onde já existia uma linha de carros americanos até Leiria, e que esta por seu turno poderia ser facilmente alongada até Coimbra, abrindo assim um segundo eixo ferroviário até Lisboa, que faria concorrência aos comboios da empresa. Assim, a Companhia Real conseguiu bloquear os esforços da casa Ellicot & Kessler, mas este processo esteve rodeado de grande polémica, não só na imprensa como nos meios políticos, tendo chegado a ser discutido no parlamento. Além dos impedimentos legais, também existia um outro motivo que vedava a construção de vias férreas na região, que se prendia com a defesa da capital. Com efeito, qualquer caminho de ferro entre Lisboa e o Oeste teria necessariamente de passar pelas Linhas de Torres Vedras, um conjunto de fortificações entre a costa e o Rio Tejo que defendia a cidade de Lisboa, criando, na opinião das autoridades militares, um ponto fraco naquela linha defensiva.

#### Larmanjat
Posteriormente, surgiu uma nova proposta para um caminho de ferro na zona Oeste, desta vez pela mão do Duque de Saldanha, que pretendia ligar Lisboa a Cascais, Sintra e Leiria através de uma rede de vias férreas ligeiras, no sistema Larmanjat, que empregava carris assentes no leito das estradas. Apesar da Companhia Real também se ter oposto à construção, o Duque de Saldanha conseguiu obter do governo a concessão em 25 de Outubro de 1869. Assim, foram construídas as linhas até Torres Vedras e Sintra, mas o sistema sofria de vários defeitos de ordem técnica que o tornavam lento e pouco fiável, afastando a procura e levando ao seu encerramento logo em 1877.
Entretanto, em 1874 o engenheiro Pedro Inácio Lopes estava a estudar a construção de uma linha de via estreita entre a Ponte de Santana e São Martinho do Porto, pelas Caldas da Rainha. Porém, as obras não se iniciaram, devido à posterior concessão da Linha do Oeste.

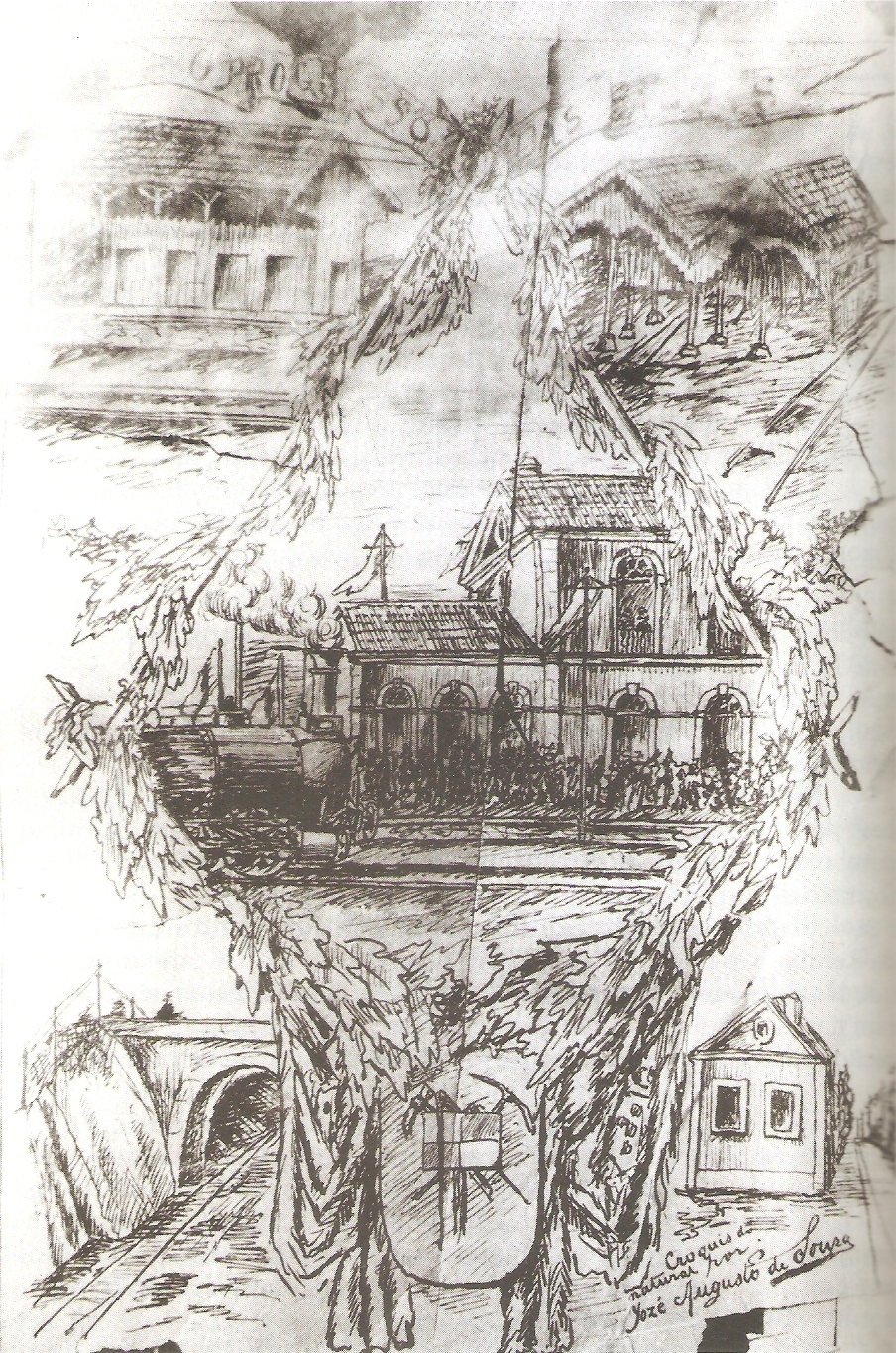
Gravura da inauguração da estação de Torres Vedras, em 1887

### Planeamento, construção e inauguração

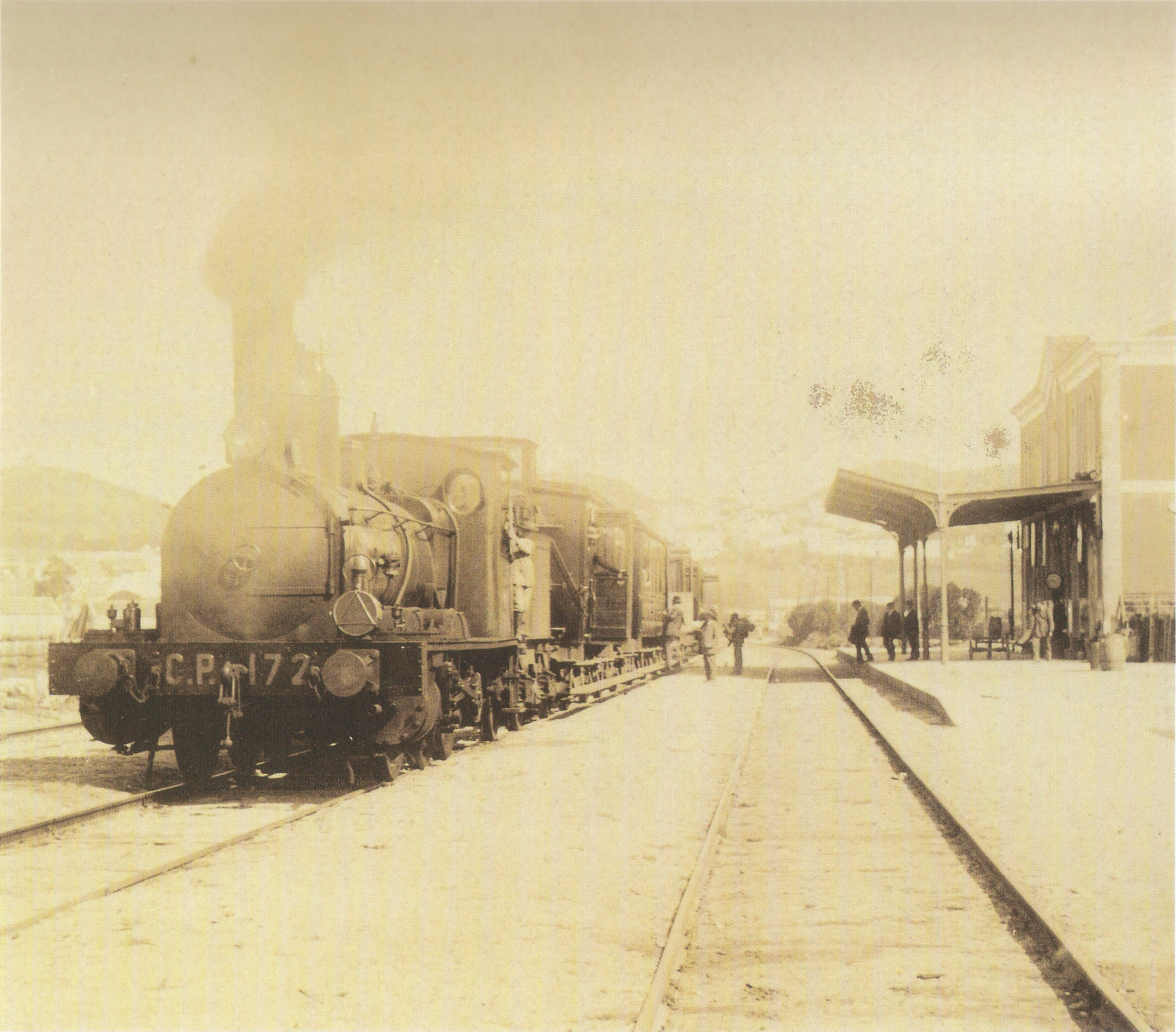
Estação de São Martinho do Porto, na Década de 1890.

A iniciativa para a construção da Linha do Oeste veio da própria Companhia Real, que em Janeiro de 1880 assinou um contrato com o governo para a instalação de uma via férrea, entre a Lisboa-Santa Apolónia e Pombal, passando pelo vale de Chelas, de servindo as localidades de Torres Vedras, Caldas da Rainha, São Martinho do Porto, e Marinha Grande. A exploração desta linha beneficiaria de uma garantia de juro de 6%. Este contrato foi apresentado no mesmo mês no Parlamento, mas não chegou a avançar devido à queda do governo. Assim, em 31 de Janeiro de 1882 foi apresentada uma nova proposta no Parlamento, desta vez para a construção de duas linhas, uma delas de Alcântara a Torres Vedras, com ramais para ramal para Sintra e Merceana. A segunda linha teria início em Torres Vedras, de forma a continuar a primeira, e terminaria na Figueira da Foz, passando pelas Caldas da Rainha, São Martinho do Porto e Leiria, com um ramal para Alfarelos, onde se ligaria à Linha do Norte. Em 20 de Maio desse ano foi autorizada a construção do primeiro grupo de linhas, que foi contratada à casa Henry Burnay & C.ª em 10 de Julho de 1882. A segunda parte foi adjudicada à Companhia Real, sendo o primeiro concorrente forçado a construir ambas as linhas caso a Companhia Real desistisse. Entretanto, em 1882 foi inaugurada a estação de Figueira da Foz, que nessa altura era um dos terminais da Linha da Beira Alta.
A Companhia Real, no entanto, conseguiu que a casa Henry Burnay & C.ª abdicasse do seu contrato em 9 de Maio de 1883, tendo o contrato de concessão para o lanço entre Torres Vedras e a Figueira, mais o Ramal de Alfarelos, sido assinado em 23 de Novembro desse ano. O trespasse foi oficialmente solicitado em 15 de Maio de 1885, e autorizado por um despacho ministerial de 28 de Julho. Em 21 de Agosto desse ano, a Companhia Real contratou a firma Dauderni & Bartissol para construir os lanços de Torres Vedras à Figueira da Foz e Alfarelos. As obras prosseguiram enquanto decorria este processo, tendo o primeiro lanço, entre Alcântara-Terra e Sintra, sido aberto em 2 de Abril de 1887. No mesmo dia também entrou ao serviço a Linha de Sintra, que originalmente era apenas entre o Cacém e Sintra. O lanço de Cacém a Torres Vedras entrou ao serviço em 21 de Maio, tendo a linha chegado a Leiria em 1 de Agosto, e à Figueira da Foz em 17 de Julho de 1888. Também em 1888 começaram os serviços de ambulâncias postais na Linha do Oeste, que circularam até 1973. Durante a instalação da Linha do Oeste, várias pontes foram construídas com estrutura metálica, de rótula múltipla com pórtico, acompanhando a tendência nos caminhos de ferro nacionais nos finais do século.
A ligação entre Amieira e Alfarelos foi aberta à exploração em 8 de Junho de 1889, unindo a Linha do Oeste à Linha do Norte, tendo a Concordância de Alfarelos entrado ao serviço em 25 de Maio de 1891. Considerava-se que a estação inicial desta linha era Alcântara-Terra. A construção de toda a Linha do Oeste, em conjunto com o Ramal de Alfarelos, custou cerca de 1.613.400 £, com um custo médio de 6.700 £/km.

### Século XX

#### Década de 1900
Em 1 de Outubro de 1904, a Gazeta dos Caminhos de Ferro noticiou que se tinham iniciado as experiências para automotoras a vapor, que seriam depois utilizadas na Linha do Oeste. Estes veículos circularam no Oeste e noutras linhas da Companhia Real, tendo sido abatidos ao fim de poucos anos. A Gazeta dos Caminhos de Ferro de 16 de Maio de 1905 relatou que tinham sido inaugurados oito apeadeiros na Linha do Oeste. No parecer do Conselho Fiscal da Companhia Real dos Caminhos de Ferro de 21 de Maio de 1905, referiu-se que a empresa tinha iniciado várias experiências com automotoras nos lanço de Torres Vedras à Figueira da Foz e no Ramal de Alfarelos.

#### Ligações planeadas a outras linhas

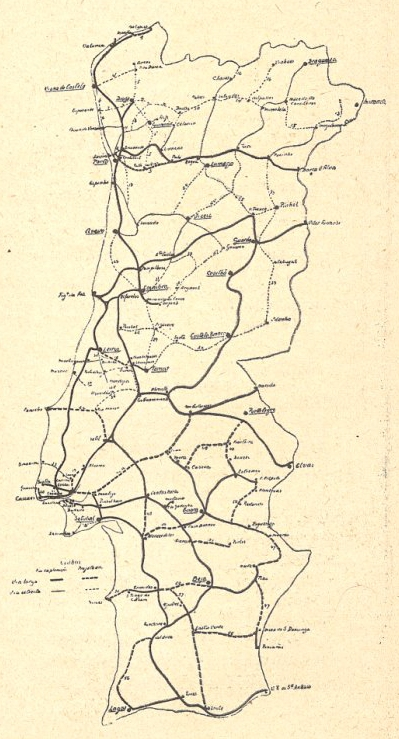
Mapa do plano da rede de 1930, incluindo as várias vias férreas planeadas entre as linhas do Oeste e Norte

A Linha do Oeste foi construída com um traçado quase paralelo com o da linha de Lisboa ao Porto, tendo ligação com o resto da rede ferroviária apenas nos seus extremos, criando problemas técnicos para a exploração ferroviária, e gerando uma extensa zona sem comunicações rápidas entre os dois eixos. De forma a resolver estes problemas, foram propostas várias vias férreas transversais, de via estreita e larga, que unissem as duas linhas e servissem as regiões que tinham ficado sem acesso directo aos comboios. Com efeito, as regiões entre as duas linhas eram muito ricas do ponto de vista agrícola, industrial e mineral, necessitando apenas de bons meios de transporte com o resto do país para potenciar o seu desenvolvimento. Além disso, estas linhas também seriam de interesse do ponto de vista do turismo, uma vez que iriam facilitar o transporte de passageiros desde outras zonas do país até aos grandes centros turísticos que então estavam a formar-se na costa Oeste, como as Caldas da Rainha ou São Martinho do Porto. No entanto, desde o início que surgiram dúvidas sobre o traçado que estas linhas deveriam ter, com vários municípios a reclamarem a passagem do caminho de ferro, tal como tinha acontecido nos primórdios dos caminhos de ferro portugueses. Por exemplo, planeou-se a construção de uma linha férrea entre Vila Nova da Rainha ao Bombarral, passando pela Espiçandeira, Cortegana, Vila Nova da Serra, Contreiras, Dom Durão, Cadaval e Óbidos. A construção de uma via férrea entre as duas linhas, passando por Alenquer, foi reclamada pela imprensa regional em 1903. Outra linha que também foi planeada foi a do Setil a Peniche, passando pelas Caldas da Rainha, que foi posta a concurso em 1920, sem sucesso.
Outro projecto para um caminho de ferro ligando as duas linhas foi o de Tomar a Nazaré, com um ramal para Leiria, que surgiu na década de 1900. Em 1 de Novembro de 1902, a Gazeta dos Caminhos de Ferro noticiou que se estava a estudar a instalação de um caminho de ferro de via estreita entre Alcobaça e Nazaré, cruzando com a Linha do Oeste em Valado. Em 16 de Novembro, relatou que o ponto de entroncamento já tinha sido mudado para Cela, de forma a encontrar um terreno mais favorável, embora se mantivesse o lanço entre Alcobaça e Valado como uma linha à parte, e que os concessionários também estavam a planear outro caminho de ferro, de Leiria à Batalha.
Em 11 de Maio de 1888, foi pedida a concessão para uma rede de caminhos de ferro do tipo americano entre Lisboa, Torres Vedras, Mafra e Ericeira, com ligação à estação de Malveira. Em 1 de Janeiro de 1903, a Gazeta dos Caminhos de Ferro anunciou que tinha sido pedida a concessão de uma linha a tracção eléctrica entre Mafra e a Ericeira, e em 16 de Maio relatou que os concessionários daquela linha tinham pedido a sua continuação até Sintra.

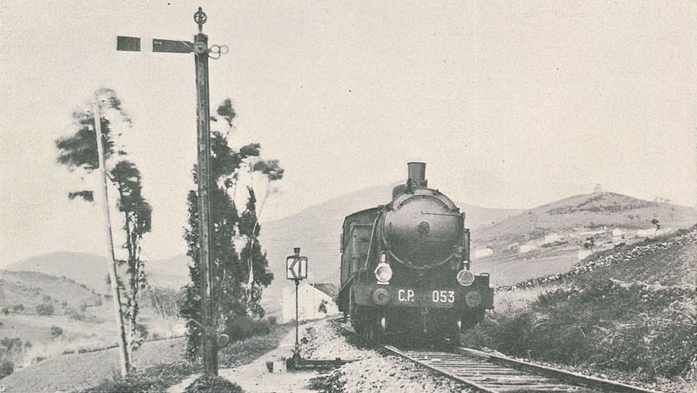
Locomotiva descarrilada em Mafra, durante a greve de 1914

#### Décadas de 1910 e 1920
Em Janeiro de 1914, os funcionários da Companhia dos Caminhos de Ferro Portugueses entraram em greve, provocando grandes distúrbios no funcionamento nas linhas da empresa, incluindo na do Oeste, onde no dia 14 foi descarrilada uma locomotiva em Mafra, interrompendo a circulação dos comboios.
Em 16 de Setembro de 1920, a Gazeta dos Caminhos de Ferro informou que tinham sido criados novos comboios tramways até Leiria, medida que foi bem aceite pelo público. Em 16 de Dezembro de 1922, aquele periódico noticiou que já tinha sido concluído o assentamento de novas vias entre Cacém e Torres Vedras, utilizando carris de 18 m e 40 kg.
Em 1924 entraram ao serviço as locomotivas da futura Série 0201 a 0224, especializadas em serviços de mercadorias, que também circularam na Linha do Oeste. Na segunda metade da década de 1920, a companhia introduziu os serviços rápidos semanais em várias linhas, incluindo a a do Oeste.

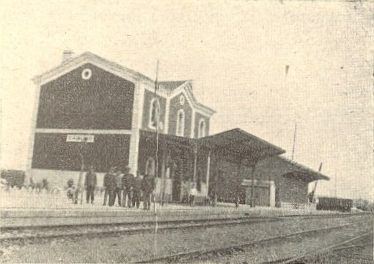
Estação de Sabugo, antes das obras de 1936.

#### Décadas de 1930 e 1940
Em 30 de Setembro de 1930, foi substituída a ponte sobre o Rio Lis, perto de Leiria. Em 1932, a Companhia dos Caminhos de Ferro Portugueses continuou o seu programa de renovação de pontes na Linha do Oeste, tendo sido substituídas seis pontes e dezassete pontões. No relatório de 1931-1932 da Direcção Geral dos Caminhos de Ferro, a Linha do Oeste ainda surgia dividida em duas partes, a primeira desde Alcântara-Terra até Torres Vedras, com 64,360 km, enquanto que o lanço seguinte, até à Figueira da Foz, estava em conjunto com o Ramal de Alfarelos e a Bifurcação de Lares, totalizando 168,125 km. No relatório de 1932-1933, foi registada a execução de várias obras na Linha do Oeste, incluindo a reparação de várias estações, a construção de um prédio para habitação dos funcionários no Sabugo, e a construção de um armazém para mercadorias. No relatório de 1931 a 1935 na Junta Autónoma das Estradas, consta a ligação rodoviária entre as povoações de Maceira e Martingança com a Estação de Martingança, uma passagem superior em Martingança, e a eliminação de duas passagens de nível na estrada entre Lisboa e o Porto, na zona da Baleeira, junto ao Bombarral. Em 1936, a Companhia dos Caminhos de Ferro Portugueses substituiu a Ponte da Vala Real.
Em 1 de Janeiro de 1937, a Gazeta dos Caminhos de Ferro relatou que uma comissão de residentes do Sabugo tinha pedido que fosse atrelada uma carruagem mista a um comboio de mercadorias, com paragem em vários pontos para servir Mafra, Malveira e outras povoações. Em 25 de Maio desse ano, teve lugar na estação do Sabugo uma festa pelo cinquentenário da inauguração da linha entre o Cacém e Torres Vedras. Em 16 de Setembro de 1938, a Gazeta informou que o Ministro das Obras Públicas e Comunicações ordenou que fosse aberto o concurso para as obras de supressão das passagens de nível situadas perto do Apeadeiro de Zibreira, com um orçamento de 184.407$27. Em 1938, uma cheia provocou a destruição de parte da via férrea na Linha do Oeste, que teve de ser reconstruída. Na sequência do início da Segunda Guerra Mundial, a Companhia dos Caminhos de Ferro Portugueses suprimiu vários comboios na sua rede, incluindo na Linha do Oeste, em Outubro de 1939. No Inverno de 1939 para 1940, voltaram a ocorrer grandes cheias, que deixaram um rasto de destruição em toda a zona central do país, e provocaram a interrupção da circulação na Linha do Norte, que teve de ser desviada para a Linha do Oeste. No entanto, esta via também sofreu danos, com o descarrilamento de um comboio na zona de Monte Real, pelo que foi construída uma linha provisória para permitir a passagem dos comboios.
Em 10 de Março de 1945, o Ministério das Obras Públicas e Comunicações aprovou a redução nos horários dos comboios durante dois meses em várias linhas nacionais, incluindo a do Oeste, a partir de 17 de Março. Em 1948, entraram ao serviço as automotoras da 0100 da Companhia dos Caminhos de Ferro Portugueses, que se destinaram a várias linhas em território nacional, incluindo a do Oeste. Previa-se que a introdução destas automotoras iria melhorar consideravelmente os serviços dos comboios na linha do Oeste. Em 1948, entraram ao serviço as locomotivas a gasóleo da Série 1500, que foram postas ao serviço na Linha do Norte, substituindo as locomotivas a vapor da Série 501 a 508, que passaram a assegurar os comboios de longo curso na Linha do Oeste.

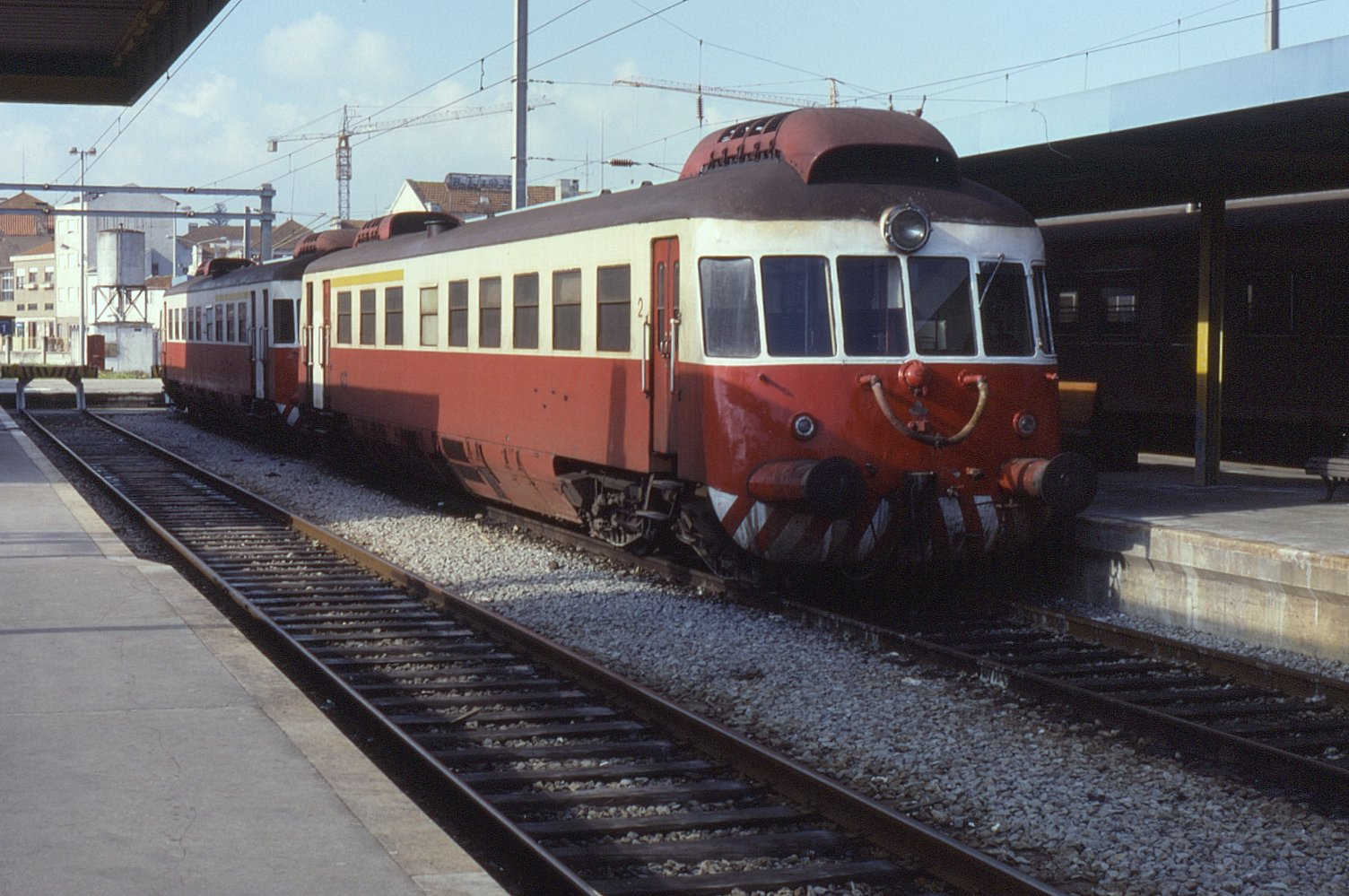
Automotoras da Série 0300 na Figueira da Foz, em 1990.

#### Décadas de 1950 e 1960
Nas décadas de 1950 e 1960, foi progressivamente instalada a tracção eléctrica na Linha do Norte, libertando as locomotivas a gasóleo da Série 1500 da Companhia dos Caminhos de Ferro Portugueses, que foram transferidas para as linhas do Oeste e do Sul. Nessa altura, a Linha do Oeste já se tinha assumido em pleno como um dos mais importantes eixos para o transporte de turistas em território nacional, servindo grandes destinos de turismo como as Caldas da Rainha, o Arquipélago das Berlengas, São Martinho do Porto, Leiria e a Marinha Grande.
Um diploma emitido pelo Ministério das Comunicações e publicado no Diário do Governo n.º 66, II Série, de 21 de Março de 1950, aprovou o processo de expropriação uma parcela de terreno entre os quilómetros 213,125.00 e 213,154.50 da Linha do Oeste, para a construção do Apeadeiro de Fontela-A. Em 17 de Agosto desse ano, a Companhia dos Caminhos de Ferro Portugueses criou novas tarifas para o transporte de adubos na Linha do Oeste, de forma a aumentar o tráfego de mercadorias. O Decreto-Lei n.º 38246, de 9 de Maio de 1951, confirmou a concessão de todos os caminhos de ferro em território nacional à Companhia dos Caminhos de Ferro Portugueses, tendo a Linha do Oeste sido confirmada como sendo desde a estação do Rossio até à Figueira da Foz, com ramais até Sintra, Alcântara-Terra e Alfarelos.
Em 1954, entraram ao serviço as automotoras da Série 0300, como parte de um plano da companhia para substituir os comboios rebocados por locomotivas a vapor, tendo sido logo colocadas ao serviço na Linha do Oeste. Em 1 de Fevereiro de 1955, a Gazeta dos Caminhos de Ferro informou que a maior parte do tráfego da Estação do Rossio iria passar a ser feito em Santa Apolónia, devido às obras de modernização do Túnel do Rossio, permanecendo apenas os comboios das linhas de Sintra e do Oeste, uma vez que a estação de Alcântara-Terra era demasiado longe e não tinha capacidade suficiente. No entanto, em 16 de Março do mesmo ano, a Gazeta relatou que o terminal de todos os comboios do Oeste passou a ser o apeadeiro de Rego, que foi provisoriamente ampliado a uma estação. Previa-se que o processo de modernização da Linha de Sintra e de parte da Linha do Norte estaria concluído em 1956, regressando então os comboios de Sintra e do Oeste à Gare do Rossio. Posteriormente, o terminal dos comboios do Oeste voltou a ser a estação do Rossio. Em Outubro de 1955, a Linha do Oeste era o segunda linha com o maior número de ramais em território nacional, contando com vinte ramais, todos situados no lanço entre Cacém e Marinha Grande, sendo as estações mais movimentadas as de Pataias e Martingança. Em 2 de Maio de 1956, a Direcção Geral de Transportes Terrestres aprovou o projecto para um ramal com início no quilómetro 7,982.14 da Linha do Oeste, para servir a zona industrial da Venda Nova.
Em 1967, um temporal provocou a destruição da via férrea entre Vila Franca de Xira e Azambuja, tendo sido organizados comboios de balastro a partir de Pedra Furada para as obras de reconstrução da via. Em 16 de Agosto de 1968, a Gazeta dos Caminhos de Ferro noticiou que a Companhia dos Caminhos de Ferro Portugueses estava a preparar um contrato com um consórcio formado pelas empresas nacionais SOMAFEL e Somapre, e pelas casas francesas A. Borie e A. Dehé, para a remodelação de várias vias férreas, incluindo a renovação parcial dos lanços do Cacém às Caldas da Rainha, e de Alfarelos à Figueira da Foz. Nesse ano, algumas das estações na Linha do Oeste utilizavam um sistema de exploração denominado de eclipse, onde nas horas de menor movimento os funcionários deixava de intervir na circulação, de forma a reduzir as despesas com o pessoal.

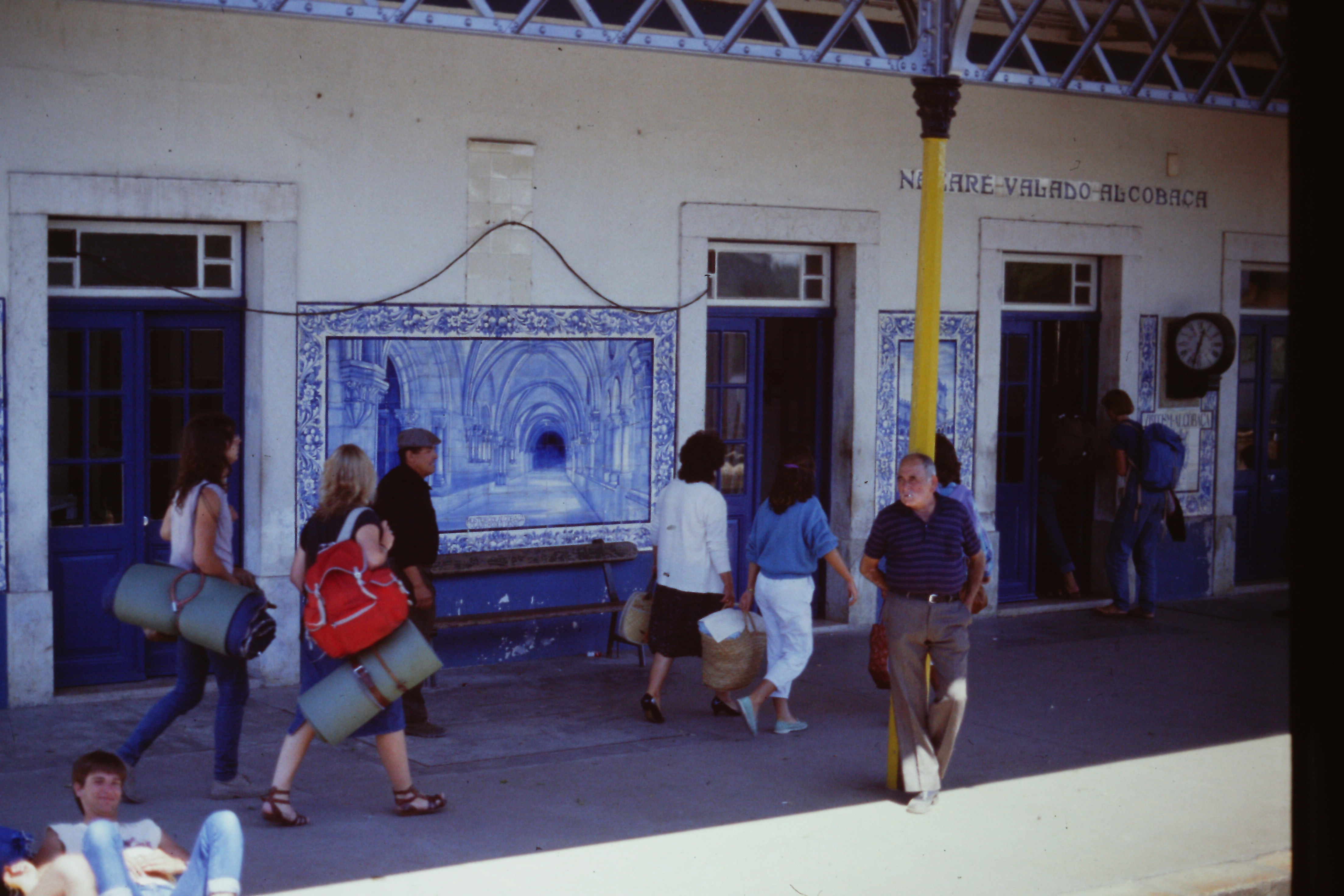
Estação de Valado na Década de 1980.

#### Décadas de 1980 e 1990
Na década de 1980, a empresa Caminhos de Ferro Portugueses iniciou um programa de modernização das suas vias férreas, com o apoio financeiro da Comunidade Económica Europeia, através do Programa Operacional de Desenvolvimento das Acessibilidades e do Plano de Desenvolvimento Regional. Este programa debruçou-se sobre os principais eixos ferroviários em território nacional, do ponto de vista suburbano, interurbano e transfronteiriço, incluindo a Linha do Oeste, especialmente no lanços além de Torres Vedras. A Linha do Oeste foi considerada como uma das linhas de importância secundária, ou seja, ainda era uma parte relevante da rede portuguesa, mas inferior às duas mais importantes, que eram as do Norte e da Beira Alta.
No anos 90, o Gabinete do Nó Ferroviário de Lisboa e a empresa Caminhos de Ferro Portugueses iniciaram um programa de modernização das linhas férreas suburbanas da capital, tendo-se previsto a duplicação da Linha do Oeste até um novo terminal de passageiros em Mira Sintra - Meleças, intervenções que deveriam estar concluídas até 1999. No âmbito daquele programa, também se planeou a construção de uma nova linha férrea que se prolongaria até Loures e a Malveira. Em 1990, foi concluído o projecto de renovação integral da Linha do Oeste, e em 1993 entrou ao serviço o Ramal do Louriçal.

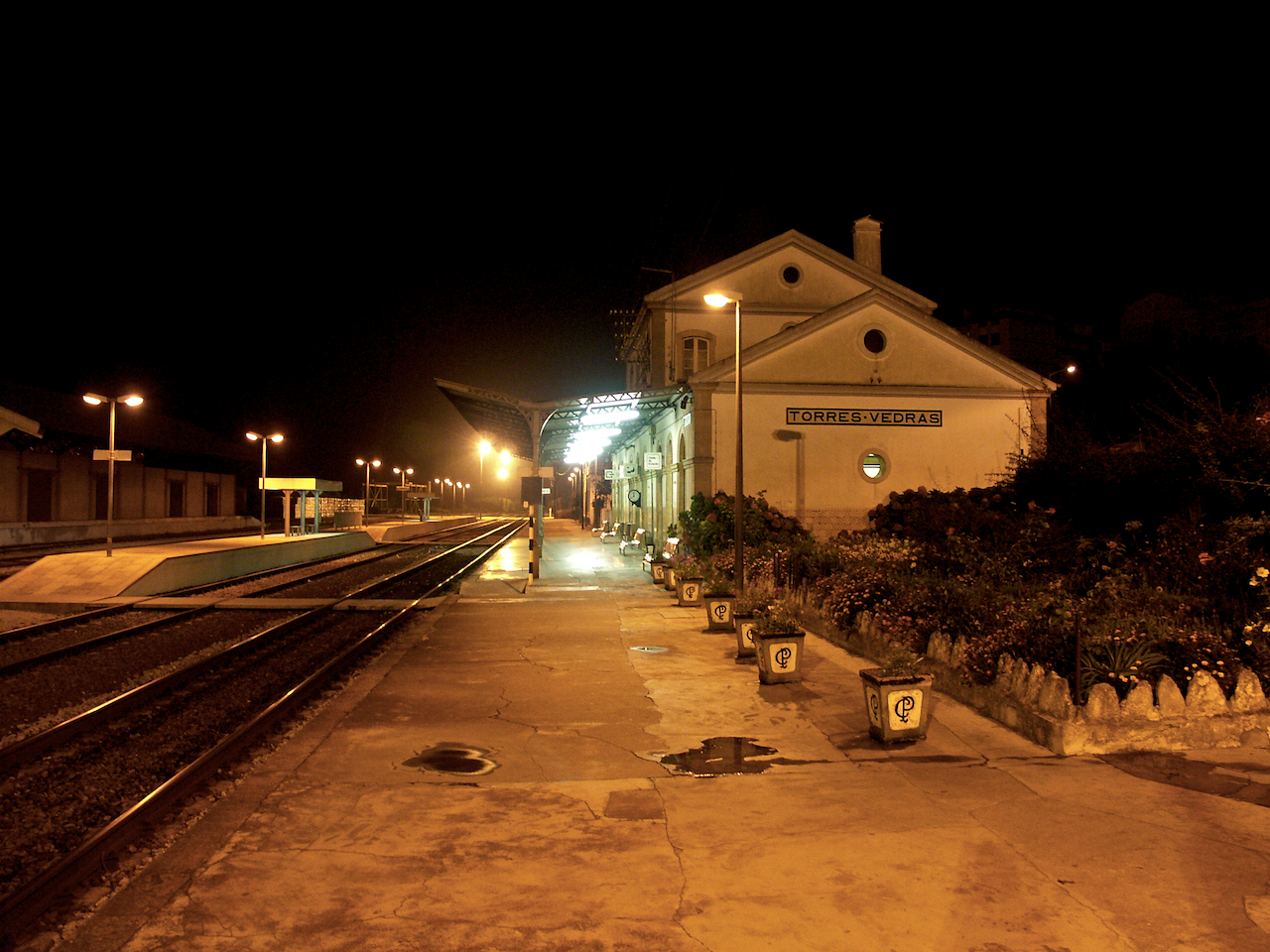
Estação de Torres Vedras, em 2004.

### Século XXI

#### Década de 2000
No início do século XXI, o troço entre Malveira e Torres Vedras foi renovado, tendo este projecto sido entregue à empresa SOMAFEL.
Em Abril de 2002, a CP anunciou que ia reintroduzir, aos fins-de-semana, os Intercidades no eixo da Linha do Oeste (e também no eixo do Douro). No caso do Oeste, os Intercidades apenas iriam ligar Lisboa a Leiria, em vez de Lisboa à Figueira da Foz (como sucedia entre 1991 e 1998); a CP ia criar duas circulações: uma entre Lisboa-Oriente e Leiria ao final de sexta-feira, e outra entre Leiria e Lisboa-Oriente ao final de domingo. Os novos Intercidades do Oeste seriam realizados através de carruagens Corail, que até 1999 só eram usadas nos comboios Alfa e nos Intercidades Lisboa–Porto–Braga. Originalmente, os novos Intercidades do Oeste estavam agendados para começar em 16 de Junho de 2002 mas acabaram por não se iniciar nessa data. O jornal Público noticiou que a CP se tinha confrontado com dificuldades técnicas relacionadas com o furgão-gerador que iria alimentar o ar condicionado das carruagens Corail e em Agosto, a CP admitiu que a REFER (a empresa estatal que geria as infraestruturas ferroviárias) tinha imposto restrições à circulação desse furgão, pois ele interferia com a sinalização de algumas linhas eletrificadas. Os problemas técnicos acabaram por ser resolvidos e o Intercidades Lisboa–Leiria entrou ao serviço em 15 de Dezembro de 2002. Em Julho de 2003, a CP declarou que a ocupação dos Intercidades semanais do Oeste estava a crescer e que se justificava manter o serviço em operação; nos primeiros 6 meses de funcionamento, os comboios registaram uma ocupação média de 39% com um máximo de 65%. Contudo, quer os Intercidades do Oeste, quer os do Douro acabariam por ser suprimidos em 2005.
Em 29 de Novembro de 2004 entrou ao serviço a Estação de Mira Sintra - Meleças. Em Fevereiro de 2005, a CP suprimiu os Intercidades semanais do Oeste (Lisboa–Leiria).
Em 2009 esta linha concentrava 13% do tráfego de mercadorias e 10% das receitas totais da operadora Comboios de Portugal, com várias estações, especialmente as de Ramalhal, Outeiro, Pataias e Martingança a afirmar-se como entrepostos de mercadorias. Os principais produtos transportados eram os cereais, rações, farinhas, produtos de cerâmica, cimentos, pasta de papel e madeiras. No entanto, apesar da sua importância, esta ligação não foi modernizada, o que gerou vários constrangimentos ao tráfego de passageiros e mercadorias, como congestionamentos e problemas de parqueamento, e dificuldades de gestão e manobras do material circulante. Por outro lado, verificou-se, igualmente, uma degradação nos serviços de passageiros, com redução na oferta de comboios, motivada pela falta de procura.

Em Setembro de 2009, a Coligação Democrática Unitária e o Bloco de Esquerda organizaram acções de protesto independentes pela modernização desta ligação ferroviária e das estações, e pela implementação de horários mais coerentes com as necessidades dos passageiros. Nesse mês, o Clube de Entusiastas do caminho-de-ferro realizou uma viagem entre Lisboa e Caldas da Rainha, para defender a modernização desta linha.

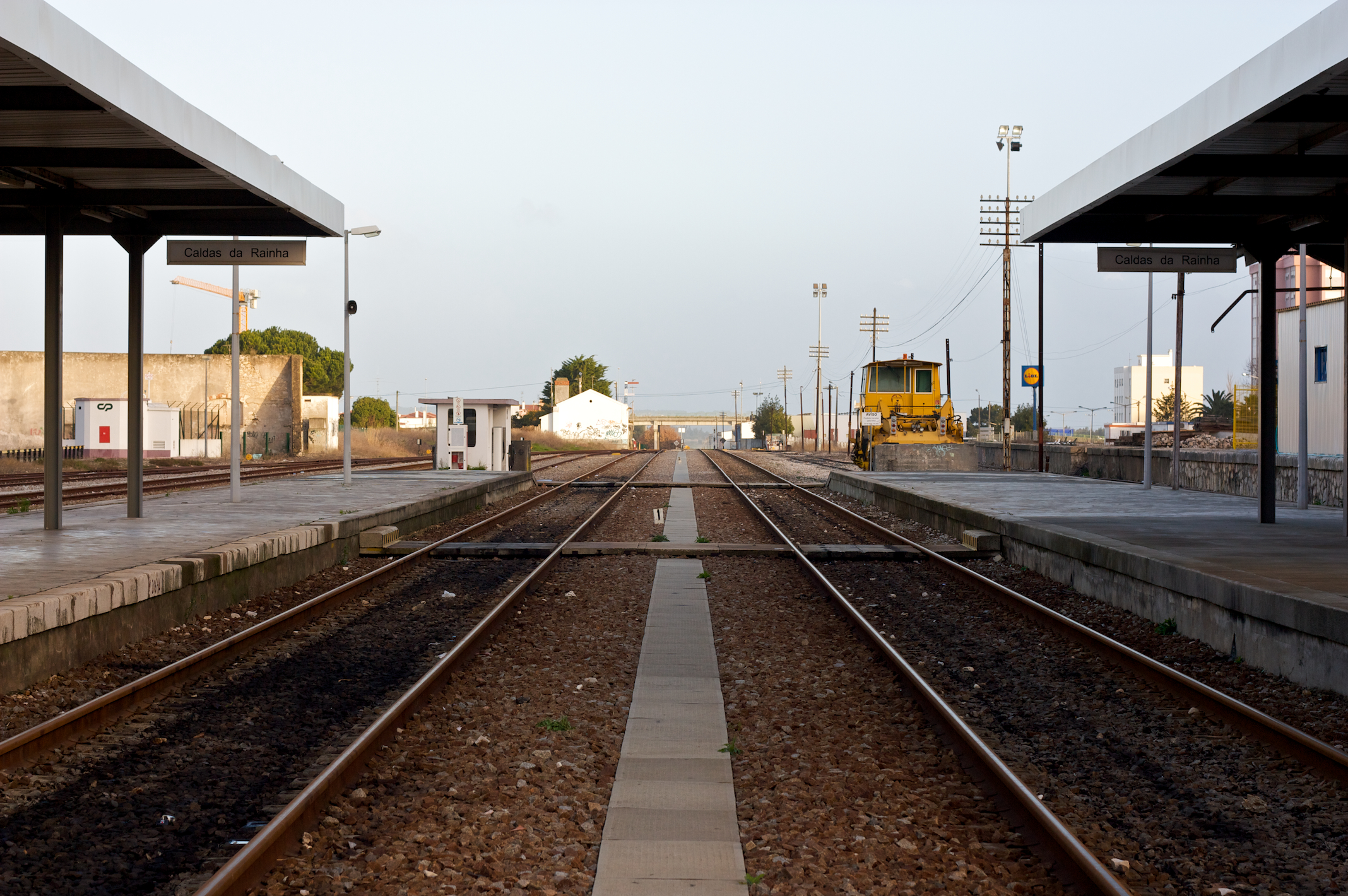
Estação de Caldas da Rainha, em 2009.

#### Década de 2010
Em Janeiro de 2010, foi apresentada uma petição por parte de vários empresários, autarcas e membros de partidos, que procurou alertar para esta situação, exigir uma melhoria na oferta e qualidade dos serviços de passageiros, e recomendar uma série de investimentos, como duplicação e electrificação da via, e correcções no traçado. A petição foi entregue à Assembleia da República em Outubro do mesmo ano. Em Março, foi criada a Comissão para a Defesa da Linha do Oeste, formada por habitantes dos concelhos do Bombarral, Caldas da Rainha, Óbidos e Peniche, com o objectivo de defender a requalificação desta linha e melhorar as condições dos serviços de passageiros.
Em Maio, a Escola Secundária Henriques Nogueira, de Torres Vedras organizou uma viagem entre Torres Vedras e Caldas da Rainha, no âmbito das comemorações das Linhas de Torres; nesta iniciativa, também lugar a conferência Comboio e o Ambiente, que pretendeu chamar a atenção para o facto da Linha do Oeste ter desempenhado um papel de dinamização e de união entre as povoações desta região, e promover as potencialidades que poderiam advir da sua modernização. Em Julho, o governo português suspendeu o projecto de modernização para a Linha do Oeste, devido às restrições orçamentais impostas pelo Plano de Estabilidade e Crescimento; o plano de investimentos previa uma verba de 127,7 milhões de euros para utilizar até 2016, dos quais 8,5 milhões seriam investidos ainda em 2010, 40 milhões no ano seguinte, e 48,5 milhões em 2012. Também foi suspensa, na mesma data, a construção da ligação ferroviária entre Caldas da Rainha e Santarém, devido a um estudo da Rede Ferroviária Nacional, que avaliou que este troço não teria viabilidade económica. Nesse mês, a circulação nesta Linha foi interrompida, devido ao deflagrar de um incêndio em Mafra, e de novo em Agosto, por causa de um incêndio junto a Belas.
Em Setembro, a Junta de Freguesia de Nossa Senhora do Pópulo organizou uma viagem de comboio até à Figueira da Foz para a população sénior da freguesia, tendo sido escolhido o comboio como forma de alertar para o estado para a necessidade de modernização da linha. Em Outubro, o tráfego foi de novo suspenso, após uma colisão entre um veículo automóvel e uma automotora, na Carrasqueira, junto a Malveira, que provocou dois mortos. Nesse mês, estava prevista a entrega ao governo de uma petição pela modernização da Linha e pela implementação de melhores serviços, iniciativa que contou com o apoio do Bloco de Esquerda.
Em 2011, uma das medidas constantes do Plano Estratégico de Transportes era encerrar ao tráfego de passageiros, até 2012, o lanço entre Caldas da Rainha e Figueira da Foz. Em Outubro, a Comissão Política Distrital do Partido Social Democrata de Leiria criticou esta medida, acusando as direcções das empresas Comboios de Portugal e Rede Ferroviária Nacional de má gestão da Linha do Oeste, e reivindicou que o governo fizesse os investimentos previstos nesta ligação. Em Novembro, os sociais-democratas apresentaram uma proposta, para que a exploração da Linha do Oeste fosse comparticipada por instituições municipais e empresariais, ou que fosse concessionada a empresas privadas. Requereram igualmente várias informações ao estado e às empresas públicas ferroviárias, para a realização de um estudo sobre as condições de sustentabilidade da Linha do Oeste. Em Abril, um homem foi mortalmente atropelado por um comboio na Malveira, tendo a circulação sido interrompida durante cerca de uma hora. No início de Outubro, um camião colidiu com uma composição numa passagem de nível junto à localidade de Jerumelo, provocando sete feridos, e no dia 17 de Novembro, ocorreu outra colisão, entre um comboio e um motociclo numa passagem de nível no concelho de Torres Vedras, que fez um morto e interrompeu o trânsito ferroviário por uma hora.
No dia 3 de Fevereiro de 2012, ocorreram várias vigílias em sete estações da Linha do Oeste, em protesto contra a suspensão dos serviços de passageiros, tendo a manifestação mais significativa sido na Marinha Grande, quando a linha foi corta durante cerca de vinte minutos, impedindo um comboio de sair da estação. Esta iniciativa, que foi organizada pela Comissão para a Defesa da Linha do Oeste, foi acompanhada de um abaixo-assinado, que, naquela altura, já contava contava com mais de duas mil assinaturas. Uma das finalidades deste protesto foi exigir ao governo para serem tomadas em conta as resoluções da Plataforma para a Defesa da Linha do Oeste, que sustentava, com base num estudo, a viabilidade dos serviços de passageiros. Este documento, entregue ao governo em Março pela Plataforma, afirmava que se podiam reduzir os custos operacionais e aumentar o número de passageiros, através principalmente de um redireccionamento dos serviços da Figueira da Foz para Coimbra, e da articulação com a oferta rodoviária. Criticava igualmente a antiguidade e reduzido conforto do material circulante, e a desadequação da oferta, que apontava como principais factores para os baixos níveis de procura.

#### Articulação com a Linha de Alta Velocidade Lisboa-Porto
Em 2009, foi aprovado o projecto para uma nova estação em Leiria, que serviria tanto a Linha do Oeste, à qual será ligada por uma variante, como a Linha de Alta Velocidade entre Lisboa e o Porto; o antigo traçado seria aproveitado, durante alguns anos, para composições de mercadorias, prevendo-se que seria completamente desactivado aquando da construção de um novo terminal de mercadorias por parte da Rede Ferroviária Nacional.

#### Ligação a Santarém / Setil
Em 2009, foi lançado um projecto de modernização da Linha do Oeste, integrado no Plano de Acção para o Oeste e Lezíria do Tejo; este plano previa a renovação e electrificação da via, a implementação de sinalização electrónica e de telecomunicações e controlo de velocidade por rádio solo-comboio, e a supressão e reclassificação de passagens de nível. Este plano contemplava, igualmente, a construção de uma ligação ferroviária ligando Caldas da Rainha (Linha do Oeste), Rio Maior, e Santarém (Linha do Norte, amarrando em Setil), orçamentada em 37 M€.
O Plano Estratégico de Transportes e Infraestruturas (2014-2020) aponta como projecto prioritário a modernização desta linha através de, por exemplo, a sua eletrificação, tendo em vista a melhoria das condições de mobilidade de mercadorias e pessoas e a criação de uma alternativa à Linha do Norte entre Lisboa e Coimbra.

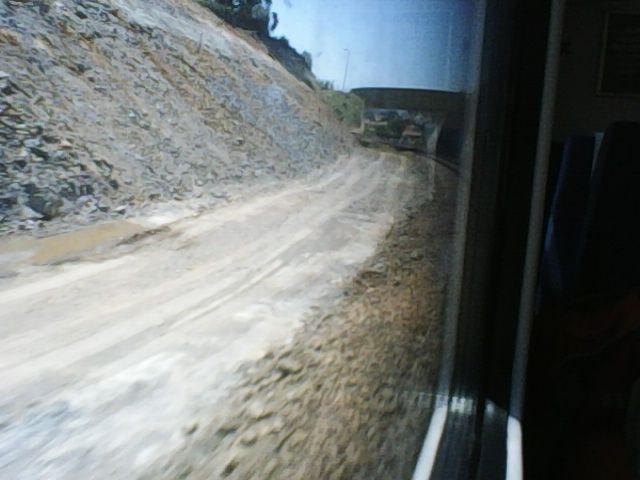
As obras de eletrificação já em curso em julho de 2021, vistas do comboio, perto de Telhal.

#### Eletrificação
Nos finais da década de 2010 foi finalmente aprovada a modernização e eletrificação da Linha do Oeste, iniciando-se com o troço a sul das Caldas da Rainha. O primeiro lanço desta obra, de Meleças a Torres Vedras (43 km), foi adjudicado à Construções Gabriel Couto em março de 2020, por 61 M€, tendo sido escolhida entre seis concorrentes que apresentaram propostas em finais de 2019. Desde 2020 os serviços ferroviários na Linha do Oeste entre Mira Sintra - Meleças e Caldas da Rainha circulam com margens suplementares para o cumprimento dos seus horários em virtude das obras de «eletrificação, reabilitação e passagens desniveladas» e de «eletrificação e modernização» já em curso.
Em Junho de 2022, depois de problemas na execução da obra entre Meleças e Torres Vedras, atribuídos a fatores externos e internos (pandemia de COVID-19, mudanças no mercado de matérias primas e a falta de experiência do consórcio), o governo anunciou mudanças na responsabilidade pela obra, que passou para os vencedores do concurso para o troço (Torres Vedras - Caldas da Rainha), cuja adjudicação e consignação se tinham mantido em suspenso. Apesar da adjudicação destas obras, continua sem prazo à vista a esperada eletrificação do restante da Linha do Oeste (Caldas da Rainha - Louriçal). Contudo, em Fevereiro de 2024 a IP lança finalmente o concurso, por 7,5 M€, com vista ao melhoramento de condições da via e sua eletrificação no restante troço da linha que posteriormente estará ligada á linha de alta velocidade Porto-Lisboa através de uma interface/transbordo na nova Estação de AV Leiria.

## Leitura recomendada
- ANTUNES, J. A. Aranha;  et al. (2010). 1910-2010: o caminho de ferro em Portugal. Lisboa: CP-Comboios de Portugal e REFER - Rede Ferroviária Nacional. 233 páginas. ISBN 978-989-97035-0-6
- CERVEIRA, Augusto; CASTRO, Francisco Almeida e (2006). Material e tracção: os caminhos de ferro portugueses nos anos 1940-70. Col: Para a História do Caminho de Ferro em Portugal. Volume 5. Lisboa: CP-Comboios de Portugal. 270 páginas. ISBN 989-95182-0-4
- GUIMARÃES, Vieira (2012) [1912]. A trilogia monumental de Alcobaça, Batalha, Thomar e o caminho de ferro. Tomar: Heart Books. 138 páginas. ISBN 978-989-98001-0-6
- MATOS, Venerando Aspra de (2007). O caminho de ferro em Torres Vedras: impacto da sua chegada. Torres Vedras e Lisboa: Colibri e Câmara Municipal de Torres Vedras. 81 páginas. ISBN 978-972-772-732-2
- SALGUEIRO, Ângela (2008). A Companhia Real dos Caminhos de Ferro Portugueses: 1859-1891. Lisboa: Univ. Nova de Lisboa. 145 páginas
- VILLAS-BOAS, Alfredo Vieira Peixoto de (2010) [1905]. Caminhos de Ferro Portuguezes. Lisboa e Valladollid: Livraria Clássica Editora e Editorial Maxtor. 583 páginas. ISBN 8497618556